# Cymia tectum
Cymia
Genre
Espèce
Synonymes
- Buccinum tectum Wood, 1828[1]
- Cuma sulcata Swainson, 1840[1]
- Cymia tecta
- Purpura angulifera Duclos, 1832[1]
- Purpura callosa Sowerby, 1834[1]

Cymia tectum, seul représentant actuel connu du genre Cymia, est une espèce de mollusques gastéropodes prédateurs, de la famille des Muricidae.

## Habitat et répartition
On trouve cette espèce dans le Pacifique tropical oriental, notamment sur les côtes du Panama et du Costa Rica.